# Pseudapis usakoa
Pseudapis usakoa är en biart som först beskrevs av Cockerell 1939.  Pseudapis usakoa ingår i släktet Pseudapis och familjen vägbin. Inga underarter finns listade i Catalogue of Life.